# Dostihové závodiště
Dostihové závodiště je místo, kde se pořádají dostihy. Každé závodiště má dráhu, tribunu, padock, sedliště. V České republice se závodiště dělí do několika kategorií (A je nejlepší).

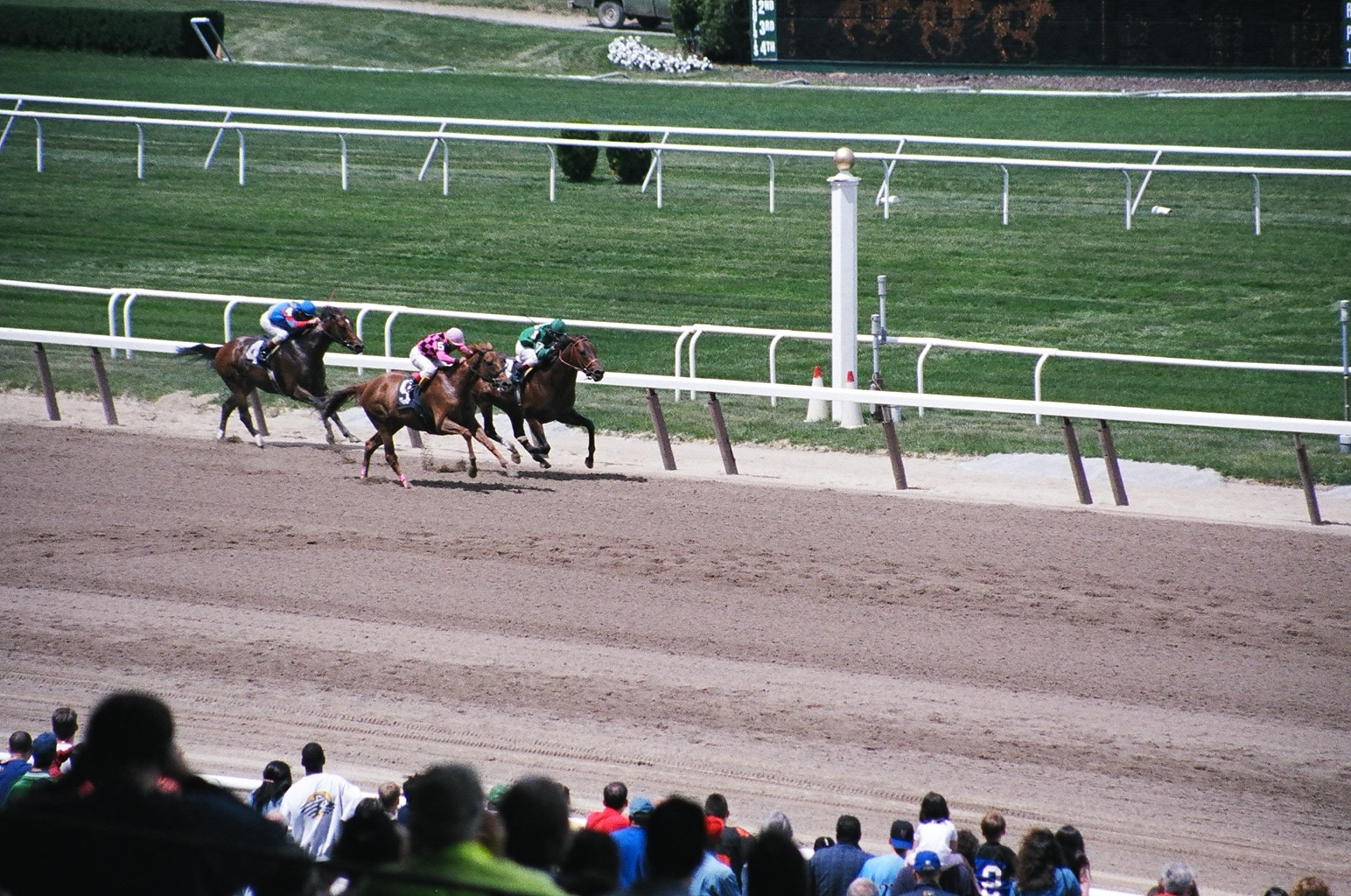
travnatá a písková dráha na americkém závodišti Belmont Park

## Dostihová dráha
Dráha je část závodiště určená pro samotný dostih. Povrch může být travnatý (používá se hlavně v Evropě), nebo pískový (oblíbený v Americe). Mnoho dostihových koní má problém dosahovat stejně dobré výkony na jiném typu povrchu. Pro rovinové dostihy se používají dráhy přímé (spíš pro kratší, letounské dostihy) nebo oválné - pak se cíl nachází vždy za rovným úsekem - cílovou rovinkou. 200 m před cílem se nachází distanc - pokud v okamžiku, kdy vítěz probíhá cílem, je nějaký kůň za touto značkou, je diskvalifikován. Dráha může být pravotočivá, nebo levotočivá.

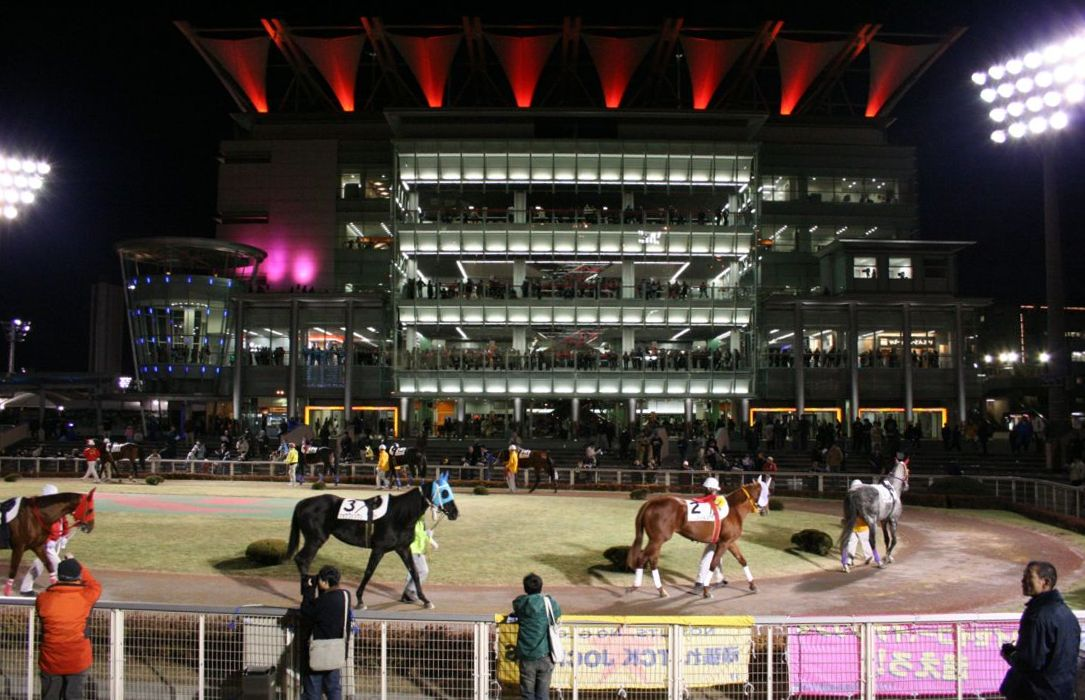
padock

Překážkové dostihy se konají na travnatém povrchu (steeplechase, proutěné překážky), nebo na kombinaci trávy a oranice (cross-country, steeplechase cross-country). Pořadí překážek za sebou se nazývá kurs dostihu, je uveden v propozicích dostihu a jeho nedodržení je důvodem k diskvalifikaci.

## Tribuna
Stavba určená pro návštěvníky, často je její součástí věž rozhodčích, odkud rozhodčí dohlížejí na regulérnost průběhu dostihů. V prostorách tribun většinou sídlí sázkové kanceláře (existují kurzové sázky nebo totalizátor). Nezbytná je i vážnice - místnost, kde se před startem dostihu musí zvážit všichni jezdci (zahrnuje se i hmotnost sedla s příslušenstvím), Je-li hmotnost nižší než stanovená, jezdec musí použít závaží, je-li těžší, může startovat pouze pokud je hmotnost přes váhu v limitu stanoveném dostihovým řádem. Po skončení dostihu probíhá ještě jedno převážení jezdců.

## Sedliště
Prostor určený k osedlání koní. Koně sedlá většinou trenér.

## Padock
Padock (řidčeji též pedok) je prostor pro předvedení všech startujících koní před dostihem. Právě tady si sázkaři a fanoušci vybírají svého favorita. Po dostihu je vítěz (nebo vítěz a umístění koně) odsedlán v jiném padocku.

## Česká závodiště[1]
- Praha - Dostihové závodiště Velká Chuchle (Chuchle Arena Praha)
- Most - Hipodrom Most
- Pardubice - Dostihové závodiště Pardubice
- Lysá nad Labem
- Slušovice
- Brno - Dostihová dráha Brno-Dvorska
- Kolesa
- Netolice
- Karlovy Vary
- Světlá Hora